# 赤澤岳
赤澤 岳（あかざわ がく、1990年6月 - ）とは日本出身のサモア国籍のレスラーである。2024年パリオリンピックのサモア代表である。

## 生涯
1990年6月に東京都にて生まれる。幼少期は剣道に打ち込んでいたが、小学6年よりレスリングを始める。中学校及び花咲徳栄高等学校在校時にインターハイに優勝。 その後日本大学へ進学したが、何度も負傷し、両肩を手術したことからロンドンオリンピックへの出場の機会を逃した。
日本大学を卒業後、数年間ロシアで修行したが、リオデジャネイロオリンピックには出場できなかった。それでもオリンピック出場という子供の頃からの夢を叶えたい一心で次のオリンピック出場の可能性を広げるために国籍を替えることを思いつく。以前通っていた中学校の教師の１人がサモアで柔道を教えていた事を思い出し、連絡を取った。
2017年6月にサモアへ移住し、トレーニングを続けた。世界レスリング連合は現地ではラグビーがよりメジャーなスポーツであることもあって国内において10人ほどしかいない14歳以上のレスラーの1人であると指摘している。彼は現地でジムを開き、レスリングを教えている。
2018年に現地で出会った女性と結婚した後、マッサージ店を開き、地元で人気になった。
2021年に東京オリンピックに出場しようとしたが、サモア国籍の取得が間に合わなかった。 
2023年12月にサモア国籍を取得。
2024年に行われたアフリカ・オセアニア合同の予選トーナメントにてギニアビサウの選手との対戦に勝利したことにより、パリオリンピックへの出場権を獲得した。